# Nakhon Phanom

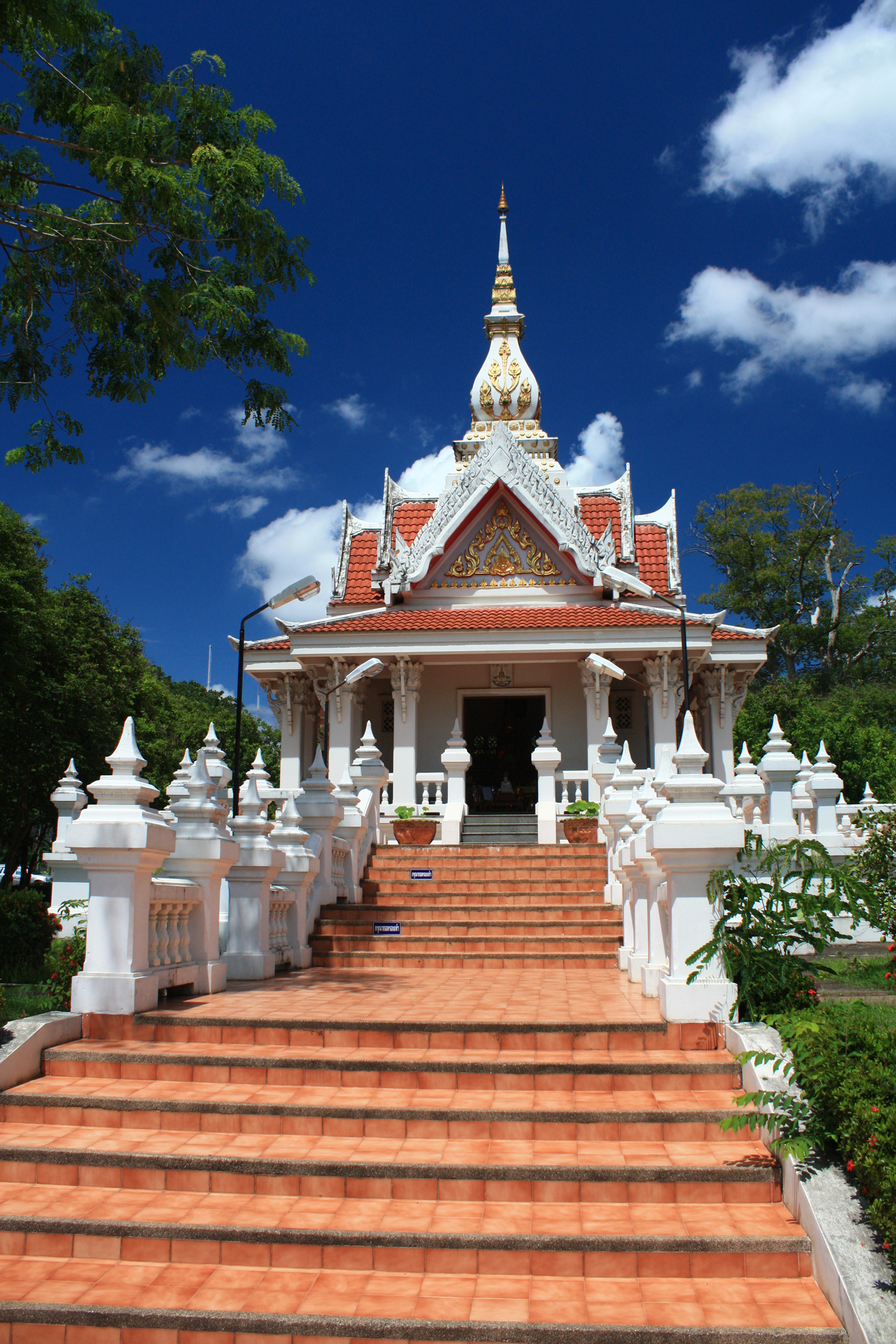
Schrein mit der Stadtsäule (Lak Müang) von Nakhon Phanom

Nakhon Phanom (thailändisch นครพนม) ist eine Stadt im Nordosten Thailands, am Westufer des Mekong, gegenüber der laotischen Stadt Thakhek. Sie hat den Verwaltungsstatus einer Thesaban Mueang und ist gleichzeitig die Hauptstadt des Landkreises (Amphoe) Mueang Nakhon Phanom und der Provinz Nakhon Phanom.

## Etymologie
Der Name Nakhon Phanom ist aus dem Sanskrit-Wort Nakhon (Stadt) und dem Khmer phnŏm (Hügel) zusammengesetzt, also „Stadt der Hügel“. Dabei sind allerdings die Hügel im benachbarten Laos gemeint, die sich am östlichen Horizont erheben.

## Geographie
Nakhon Phanom liegt an der äußersten Nordostgrenze Thailands an der Grenze zu Laos am Ufer des Mekong.
Die Stadt Nakhon Phanom besteht aus den gesamten Tambon Nai Mueang und Nong Saeng sowie aus Teilen der Tambon At Samat und Nong Yat. Im Jahr 2006 betrug die Einwohnerzahl 27.591.

## Klima
|                        | Jan   | Feb   | Mär   | Apr   | Mai   | Jun   | Jul   | Aug   | Sep   | Okt   | Nov   | Dez   |   |      |
| Mittl. Temperatur (°C) | 22,11 | 24,30 | 27,10 | 29,00 | 28,75 | 27,90 | 27,65 | 27,30 | 27,35 | 26,50 | 24,40 | 21,90 | ⌀ | 26,2 |
| Mittl. Tagesmax. (°C)  | 28,8  | 30,6  | 33,2  | 34,5  | 33,2  | 31,5  | 31,2  | 30,7  | 31,2  | 31,2  | 30,1  | 28,5  | ⌀ | 31,2 |
| Mittl. Tagesmin. (°C)  | 15,1  | 18,0  | 21,0  | 23,5  | 24,3  | 24,3  | 24,1  | 23,9  | 23,5  | 21,8  | 18,7  | 15,3  | ⌀ | 21,1 |
|                        |       |       |       |       |       |       |       |       |       |       |       |       |   |      |
| Niederschlag (mm)      | 2,7   | 21,3  | 46,8  | 106,5 | 239,9 | 475,9 | 456,9 | 608,6 | 279,1 | 77,6  | 8,4   | 1,3   | Σ | 2325 |
|                        |       |       |       |       |       |       |       |       |       |       |       |       |   |      |
| Regentage (d)          | 1     | 3     | 5     | 9     | 19    | 23    | 24    | 26    | 18    | 8     | 2     | 0     | Σ | 138  |

| 15,1 |

| 18,0 |

| 21,0 |

| 23,5 |

| 24,3 |

| 24,3 |

| 24,1 |

| 23,9 |

| 23,5 |

| 21,8 |

| 18,7 |

| 15,3 |

| 15,1 |

| 18,0 |

| 21,0 |

| 23,5 |

| 24,3 |

| 24,3 |

| 24,1 |

| 23,9 |

| 23,5 |

| 21,8 |

| 18,7 |

| 15,3 |

| N i e d e r s c h l a g | 2,7 | 21,3 | 46,8 | 106,5 | 239,9 | 475,9 | 456,9 | 608,6 | 279,1 | 77,6 | 8,4 | 1,3 |
|                         | Jan | Feb  | Mär  | Apr   | Mai   | Jun   | Jul   | Aug   | Sep   | Okt  | Nov | Dez |

## Wirtschaft
Der Ort verfügt über einen Regionalflughafen (Flughafen Nakhon Phanom). Des Weiteren befindet sich hier ein Luftwaffenstützpunkt (Royal Thai Air Base – RTAB), der während des Vietnamkrieges von den US-amerikanischen Streitkräften genutzt wurde. Seinerzeit existierten hier auch Abhöreinrichtungen gen Osten.

## Geschichte
Während des Vietnamkriegs nahm Nakhon Phanom viele Flüchtlinge aus den Staaten Indochinas auf.

## Sehenswürdigkeiten
- Wat Mahathat (วัดมหาธาตุ) - buddhistische Tempelanlage (Wat) am Ufer des Mekong
- Wat Srithep Pradittharam (วัดศรีเทพประดิษฐาราม) - sehenswerte Wandmalereien im Ubosot, eine Statue des Mönchs Luang Phu Chan wird von der Bevölkerung sehr verehrt.

## Verkehr

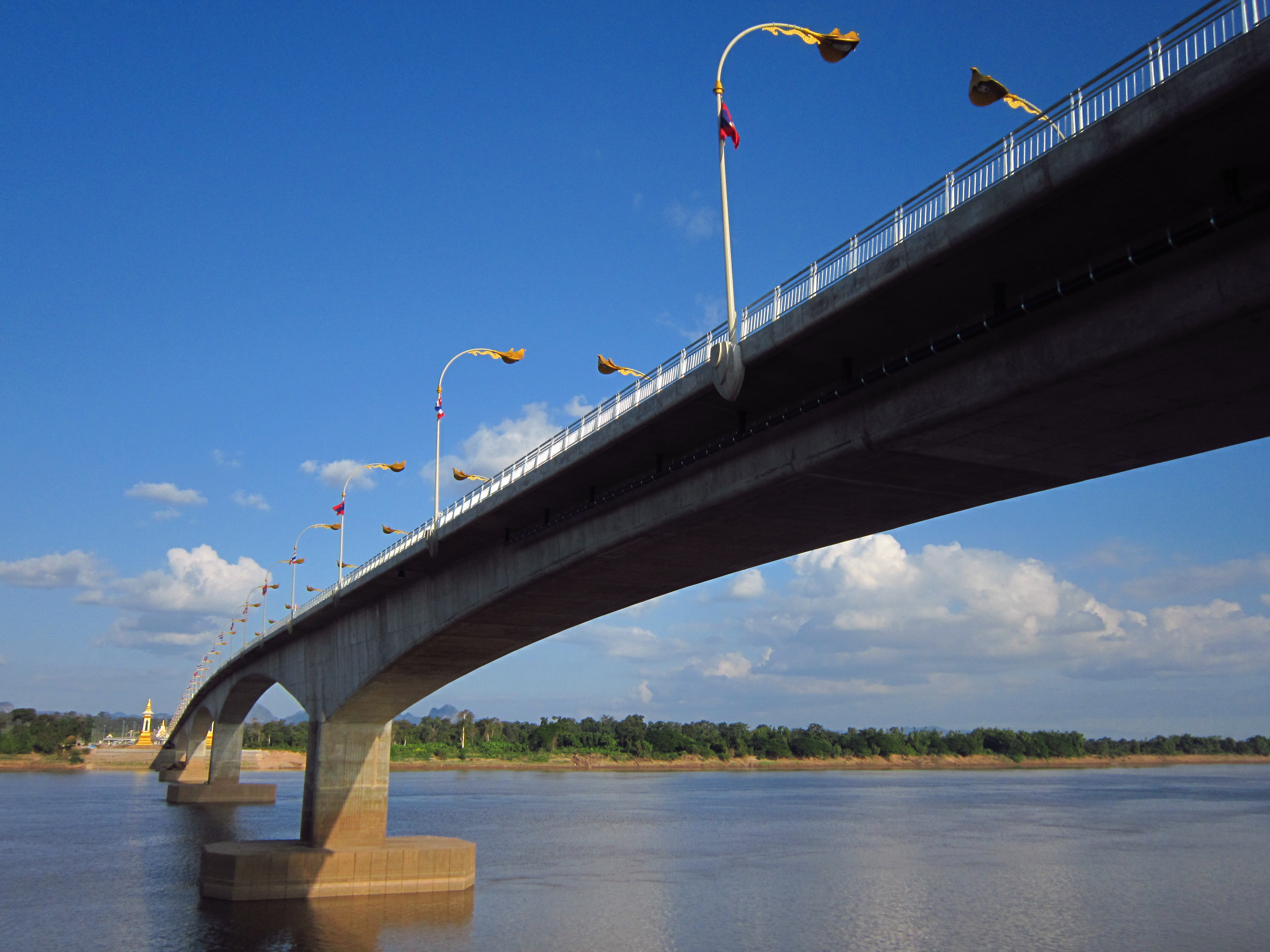
Dritte Thailändisch-Laotische Freundschaftsbrücke

Nakhon Phanom ist der Endpunkt der thailändischen Nationalstraße 22 (Thanon Nittayo). Seit 2011 ist es über die Dritte Thailändisch-Laotische Freundschaftsbrücke mit der gegenüberliegenden laotischen Stadt Thakhek verbunden.

## Sonstiges
- Im Dorf Ban Na Chok des Tambon Nong Yat, Landkreis Mueang Nakhon Phanom (บ้านนาจอก หมู่ที่ 5 ตำบลหนองญาติ อ.เมืองนครพนม จ.นครพนม) gibt es ein kleines Ho-Chi-Minh-Museum (บ้านโฮจิมินห์ - Ban Ho Chi Minh). Der vietnamesische Revolutionär Ho Chi Minh lebte hier von Juli 1928 bis Ende 1929 am Ufer des Mekong, bevor er nach Hongkong und Shanghai weiterreiste. Zu sehen gibt es Fotos und einige Erinnerungsstücke von „Lung Ho“, wie er von den Einheimischen genannt wird.[2]

## Persönlichkeiten
- Pongpipat Kamnuan (* 1983), Fußballspieler
- Watchara Mahawong (* 1983), Fußballspieler
- Tatree Seeha (* 1983), Fußballspieler
- Pornsak Pongthong (* 1987), Fußballspieler
- Santirad Weing-in (* 1989), Fußballspieler
- On-uma Chattha (* 1997), Leichtathletin